# 松屋町 (堺市)
松屋町（まつやちょう）は、大阪府堺市堺区にある地名。2024年12月現在の行政地名は松屋町一丁から松屋町三丁。住居表示は一丁・二丁が未実施で、三丁が実施済。

## 地理
堺区の北端に位置する。東は南島町、南は三宝町、西は松屋大和川通・緑町、北は大和川を挟んで大阪市住之江区に接する。西側に二丁があり、東側の北部に三丁、南部に一丁がある。

### 河川
- 大和川
  - 阪堺大橋

## 歴史

### 沿革
本項では関連する地名についても記述する。

#### 松屋新田 → 松屋
- 1881年（明治14年）、堺県が廃止され、大阪府の管轄となる。
- 1889年（明治22年）、町村制の施行により、大鳥郡三宝村の大字となる。
- 1896年（明治29年）、郡の統廃合により、三宝村が泉北郡の所属となる。
- 1910年（明治43年）、松屋と改称。
- 1926年（大正15年）、三宝村が堺市に編入され、所属の大字は「三宝村」を冠称する。
- 1929年（昭和4年）、一部は丸島町・鉄砲町1 - 9丁・松屋元町・松屋大和川通1 - 13丁・緑町・北生島町1 - 6丁・中生島町1 - 7丁・南生島町1 - 5丁・鶴松町1 - 6丁となり、残余は1930年（昭和5年）、松屋元町・松屋大和川通1 - 13丁となる[6]。

#### 松屋元町
- 1929年（昭和4年）、堺市三宝村大字松屋の一部より成立。
- 1930年（昭和5年）、三宝村大字松屋の一部を編入。
- 1945年（昭和20年）、松屋町1 - 2丁となる[6]。

#### 松屋町
- 1945年（昭和20年）、堺市松屋元町と鉄砲町1 - 9丁・松屋大和川通1 - 13丁・平田町1 - 4丁・外山町1 - 4丁・緑町の各一部より成立[6]。
- 2006年（平成18年）、堺市が政令指定都市に移行し、行政区を設置。松屋町は堺区の所属となる。
- 2024年（令和6年）、松屋町1丁の一部より、松屋町3丁が成立。

## 世帯数と人口
2024年（令和6年）3月31日現在の世帯数と人口は以下の通りである。
| 丁         | 世帯数  | 人口  |
| ---------- | ------- | ----- |
| 松屋町一丁 | 77世帯  | 159人 |
| 松屋町二丁 | 199世帯 | 412人 |
| 計         | 276世帯 | 571人 |

### 人口の変遷
国勢調査による人口の推移。
| 1995年（平成7年）  | 1,292人 | [ 7 ]  |  |
| 2000年（平成12年） | 1,117人 | [ 8 ]  |  |
| 2005年（平成17年） | 1,116人 | [ 9 ]  |  |
| 2010年（平成22年） | 1,023人 | [ 10 ] |  |
| 2015年（平成27年） | 1,007人 | [ 11 ] |  |
| 2020年（令和2年）  | 830人   | [ 12 ] |  |

### 世帯数の変遷
国勢調査による世帯数の推移。
| 1995年（平成7年）  | 473世帯 | [ 7 ]  |  |
| 2000年（平成12年） | 446世帯 | [ 8 ]  |  |
| 2005年（平成17年） | 348世帯 | [ 9 ]  |  |
| 2010年（平成22年） | 329世帯 | [ 10 ] |  |
| 2015年（平成27年） | 345世帯 | [ 11 ] |  |
| 2020年（令和2年）  | 329世帯 | [ 12 ] |  |

## 学区
市立小・中学校に通う場合、学区は以下の通りとなる。
| 丁         | 番地 | 小学校           | 中学校           |
| ---------- | ---- | ---------------- | ---------------- |
| 松屋町一丁 | 全域 | 堺市立三宝小学校 | 堺市立月州中学校 |
| 松屋町二丁 | 全域 | 堺市立三宝小学校 | 堺市立月州中学校 |
| 松屋町三丁 | 全域 | 堺市立三宝小学校 | 堺市立月州中学校 |

## 事業所
2021年（令和3年）現在の経済センサス調査による事業所数と従業員数は以下の通りである。
| 丁         | 事業所数 | 従業員数 |
| ---------- | -------- | -------- |
| 松屋町一丁 | 16事業所 | 973人    |
| 松屋町二丁 | 13事業所 | 78人     |
| 計         | 29事業所 | 1,051人  |

## 交通

### バス
- 大阪シティバス[15]
  - 89号系統：松屋
- 南海バス[16]
  - 16・16C・61系統：松屋

### 道路
- 大阪府道29号大阪臨海線

## 施設
- 田守神社
- 三宝病院
- 堺警察署 三宝町交番

## 郵便
- 郵便番号：590-0903[3]（集配局：堺郵便局[17]）。